# Stanisław Szkraba
Stanisław Jan Szkraba (ur. 17 grudnia 1928 w Stróżach, zm. 30 maja 2017 w Warszawie) – polski ekonomista i działacz partyjny, poseł na Sejm PRL VI kadencji.

## Życiorys
Syn Wojciecha i Bronisławy. Ukończywszy szkołę zawodową i uzyskawszy uprawnienia czeladnicze, w 1947 został tokarzem w Warsztatach Głównych PKP w Nowym Sączu. W latach 1945–1947 należał do Związku Młodzieży Wiejskiej RP „Wici”, a od 1947 do Związku Walki Młodych, z którym w wyniku zjednoczenia ruchu młodzieżowego w 1948 przystąpił do Związku Młodzieży Polskiej. W latach 1949–1952 odbywał służbę wojskową. W 1951 wstąpił do Polskiej Zjednoczonej Partii Robotniczej. W listopadzie 1952 został instruktorem propagandy w Komitecie Powiatowym partii w Gorlicach. W 1953 skierowano go do Międzywojewódzkiej Szkoły Partyjnej w Krakowie, którą ukończył w 1954. W tym samym roku objął funkcję sekretarza KP PZPR w Krośnie. W latach 1957–1959 uczęszczał do Technikum Mechanicznego w Rzeszowie. W marcu 1959 został sekretarzem Komitetu Miejskiego PZPR w Stalowej Woli, a w sierpniu 1961 objął funkcję I sekretarza Komitetu Zakładowego partii w Hucie Stalowa Wola. Od 1961 do 1966 studiował zaocznie w Wyższej Szkole Nauk Społecznych przy KC PZPR. Od 1963 zasiadał w plenum Komitetu Wojewódzkiego PZPR w Rzeszowie, a od 1965 w egzekutywie KW. Od stycznia 1969 pełnił funkcję sekretarza, a od stycznia 1971 do listopada 1972 I sekretarza KW. Był także delegatem na IV, V i VI zjazd PZPR. Na V zjeździe (1968) objął funkcję zastępcy członka, a na VI zjeździe (1971) członka Komitetu Centralnego. W 1972 uzyskał mandat posła na Sejm PRL w okręgu Jarosław. Zasiadał w Komisji Budownictwa i Gospodarki Komunalnej oraz w Komisji Pracy i Spraw Socjalnych. W latach 1972–1980 pełnił funkcję sekretarza Centralnej Rady Związków Zawodowych. W 1975 zasiadł w Centralnej Komisji Kontroli Partyjnej PZPR.

## Odznaczenia
- Krzyż Kawalerski Orderu Odrodzenia Polski
- Srebrny Krzyż Zasługi
- Złota honorowa odznaka Związku Zawodowego Chemików (1972)[2]